# Lee Hae-chan
Lee Hae-chan (* 10. Juli 1952 in Cheongyang, Provinz Chungcheongnam-do) ist ein südkoreanischer Politiker.
Lee war in den 1980er Jahren Student an der Staatlichen Universität Seoul und engagierte sich während seines Studiums und danach in der südkoreanischen Demokratiebewegung. Seit seiner ersten Wahl in die Nationalversammlung im Jahr 1988 wurde er viermal wiedergewählt – nacheinander für die Demokratische Partei, die Sae-cheonnyeon-minju-dang (새천년민주당, Demokratische Partei des Neuen Millenniums) und die Yeollin-uri-Partei (열린우리당, Yeollin-uri-dang, Unsere Offene Partei). Er war von 1998 bis 1999 Bildungsminister in der Regierung von Kim Dae-jung (김대중). Nach den Wahlen im April 2004 wurde er von Präsident Roh Moo-hyun für das Amt des Premierministers vorgeschlagen und am 30. Juni 2004 als Nachfolger von Goh Kun in das Amt eingeführt. Am 14. März 2006 musste er wegen der sogenannten Golfspiel-Affäre zurücktreten. Er hatte trotz eines landesweiten Streiks der Eisenbahner mit Freunden Golf gespielt, statt sich um dieses Problem zu kümmern.
Im Juni 2012 wurde er zum Vorsitzenden der Minju-tonghap-Partei (민주통합당, Minju-tonghap-dang, Vereinte Demokratische Partei) gewählt. Am 4. Mai 2013 löste ihn Kim Han-gil in diesem Amt ab.